# تنبؤات الجائحة والاستعدادات قبل جائحة كوفيد-19
تنبؤات الجائحة والاستعدادات قبل COVID-19 كانت التنبؤات بحدوث جائحة تم إعدادها وتنفيذها في أوائل القرن الحادي والعشرين قبل جائحة COVID-19 2019-2020. حذرت منظمة الصحة العالمية والبنك الدولي من خطر تفشي الأوبئة طوال العقد الأول من القرن الحادي والعشرين وعام 2010، خاصة بعد تفشي السارس في الفترة 2002-2004 مع إصدار مجلس مراقبة التأهب العالمي تقريره الأول في أواخر عام 2019. صاغت منظمة الصحة العالمية مصطلح المرض العاشر في 2018، لذا يمكن الاستعدادات لمواجهة الوباء التالي غير المعروف في ذلك الوقت. في 2005-2006، قبل جائحة أنفلونزا الخنازير عام 2009 وخلال العقد الذي أعقب الوباء، أعدت الحكومات في الولايات المتحدة وفرنسا مخزون من معدات الجائحة واستنفدت مخزونها.
خلال جائحة COVID-19 نفسه، أكدت عدة تقارير عدم قدرة الحكومات الوطنية على التعلم من تفشي الأمراض والأوبئة والأوبئة السابقة. وفقا لريتشارد هورتون، رئيس تحرير The Lancet ، فإن المملكة المتحدة «فشلت في التصرف بناء على الدروس» من تفشي السارس. وصف هورتون «الاستجابة العالمية لـ SARS-CoV-2 [على أنها] أعظم فشل لسياسة علمية منذ جيل».

## عالميًا
قامت العديد من المبادرات العامة (منظمة الصحة العالمية والبنك الدولي والمجلس العالمي لرصد التأهب)  والخاصة برفع الوعي حول التهديدات الوبائية واحتياجات التأهب بشكل أفضل. الانقسامات الدولية ونقص التعاون المناسب الاستعداد المحدود. كان لدى مشروع منظمة الصحة العالمية للتأهب لمواجهة جائحة الإنفلونزا ميزانية قدرها 39 مليون دولار أمريكي لمدة عامين، من ميزانية منظمة الصحة العالمية 2020-2021 البالغة 4.8 مليار دولار أمريكي. بينما تقدم منظمة الصحة العالمية توصيات، لا توجد آلية مستدامة لمراجعة استعداد الدول للأوبئة وقدراتها على الاستجابة السريعة. وفقًا للخبير الاقتصادي الدولي Roland Rajah ، في حين أن هناك إرشادات، يعتمد العمل المحلي على الحكم المحلي. في عام 2018، صاغت منظمة الصحة العالمية مصطلح المرض العاشر في عام 2018، الذي تم تعريفه على أنه «المعرفة بأن وباءً دوليًا خطيرًا يمكن أن ينجم عن عامل مُمْرِض غير معروف حاليًا لإحداث مرض بشري» من أجل تركيز البحث والتطوير على المرشحين المحتملين تحت مسمى (التالي، جائحة غير معروفة، وباء).
منذ أواخر الحرب الباردة، قادت روسيا حملات التضليل لإثارة عدم الثقة في المؤسسات الأمريكية، والعلوم والحملات الصحية، وإضعاف الصحة العامة والسلطات العلمية. رددت وسائل الإعلام المرتبطة بروسيا بإصرار الرسائل التي تم فضحها مثل جائحة الإيدز، ووباء إنفلونزا الخنازير لعام 2009، وتفشي الإيبولا ووباء COVID-19 كونه أسلحة بيولوجية من صنع أمريكا؛ دعم اللقاحات المضادة وموجات الراديو المضحكة. وقد تم متابعة مثل هذه الرسائل الفاشلة وترديد صداها على منصة الشبكات الاجتماعية الحديثة. هدف روسيا الصريح هو زيادة عدم الثقة في المواطنين الأمريكيين والجمهور العالمي تجاه الحكومة الفيدرالية للولايات المتحدة والمسؤولين الأمريكيين، ولكن أيضًا لإلحاق الضرر بالعلم الأمريكي، وهو أساس الازدهار القومي للولايات المتحدة. أظهرت الدراسات أن جزءً من الأمريكيين امتنعوا عن العلاج الطبي ولم يثقوا بالسلطات الصحية بناءً على هذه الرسائل. داخل روسيا، يعد بوتين مدافعا قويا عن الصحة العامة واللقاحات. تم ربط هذه الحملات الروسية بخفض الدعم لبرامج الصحة العامة. وانتشرت الأمراض وأضعف الاستعداد للجائحة قبل جائحة 2020.
في السنوات التي سبقت الوباء، أجرت العديد من الحكومات تمارين توضيحية (بما في ذلك قرمزي العدوى) والتي أثبتت أن معظم البلدان ستكون غير مستعدة.

## السلطة الوطنية
بعد التحذيرات وزيادة الاستعداد في العقد الأول من القرن الحادي والعشرين، أدت جائحة إنفلونزا الخنازير لعام 2009 إلى ردود فعل سريعة لمكافحة الوباء بين الدول الغربية. أدت سلالة فيروس H1N1 / 09 ذات الأعراض الخفيفة والفتاكة المنخفضة في نهاية المطاف إلى رد فعل عنيف على رد الفعل المفرط للقطاع العام والإنفاق وارتفاع تكلفة لقاح الإنفلونزا لعام 2009. في السنوات التالية، لم يتم تجديد المخزونات الاستراتيجية الوطنية للمعدات الطبية بشكل منهجي. في فرنسا، تم انتقاد شراء 382 مليون يورو من الأقنعة واللقاحات وغيرها من أجل H1N1 تحت مسؤولية وزير الصحة روزلين باشلوت.
قررت السلطات الصحية الفرنسية في عام 2011 عدم إعادة مخزونها من أجل تقليل عمليات الاستحواذ وتكاليف التخزين والاعتماد بشكل أكبر على الإمدادات من الصين والخدمات اللوجستية في الوقت المناسب وتوزيع المسؤولية على الشركات الخاصة على أساس اختياري. انخفض المخزون الاستراتيجي الفرنسي في هذه الفترة من مليار قناع جراحي و 600 مليون قناع FFP2 في عام 2010 إلى 150 مليون وصفر على التوالي في أوائل عام 2020. تم اتباع نفس النهج في الولايات المتحدة. لم يتم تجديد مخزون الأقنعة الوطنية الاستراتيجية المستخدمة ضد وباء إنفلونزا 2009 من قبل إدارة أوباما أو إدارة ترامب.

## أرباح الشركات مقابل الاستعدادات الوبائية
الأنظمة الضريبية في أوائل القرن الحادي والعشرين من خلال تفضيل أكبر الشركات ذات الممارسات المضادة للمنافسة وانخفاض معدلات الاستثمار في الابتكار والإنتاج، فضلت الجهات الفاعلة في الشركات وأرباح الشركات، وزيادة خطر النقص وإضعاف قدرة المجتمع على الاستجابة لجائحة. جادل آندي شيه، الذي كتب في صحيفة ساوث تشاينا مورنينج بوست، بأن النخب الحاكمة المهووسة بالمقاييس الاقتصادية فشلت في إعداد مجتمعاتها ضد مخاطر الوباء المعروفة. اقترح ريتشارد هورتون، رئيس تحرير The Lancet ، أن سياسات التقشف الاقتصادي لعبت دورًا في المملكة المتحدة «الفشل في العمل وفقًا للدروس» من تفشي السارس في 2002-2004 وكون المملكة المتحدة «سيئة الإعداد» لوباء COVID-19.

## جائحة COVID-19
أظهرت الفاشيات المبكرة في هوبي وإيطاليا وإسبانيا أن أنظمة الرعاية الصحية في العديد من الدول الغنية كانت غارقة. في البلدان النامية ذات البنية التحتية الطبية الضعيفة، ومعدات أسرة العناية المركزة والاحتياجات الطبية الأخرى، كان من المتوقع حدوث نقص في وقت سابق.